# José Romanelli
José Luis Romanelli Espinoza (Montevideo, Uruguay; 17 de diciembre de 1940 - Estados Unidos; 16 de marzo de 2021) fue un futbolista uruguayo nacionalizado ecuatoriano que se desempeñaba como defensa.

## Trayectoria
Se desempeñaba como defensa y jugó para clubes del fútbol ecuatoriano como Deportivo Quito (1964 - 1965), Emelec (1965 - 1971) y América de Quito (1972). Este último donde se retiró del fútbol.
Además fue campeón del Campeonato Ecuatoriano con el Deportivo Quito en 1964 y con Emelec en 1965, también se desempeñó como director técnico en las categorías formativas de Liga de Quito.

## Fallecimiento
Falleció el 16 de marzo de 2021 en Estados Unidos los 80 años de edad, debido a complicaciones de su salud.

## Clubes
| Club             | País        | Año         |
| ---------------- | ----------- | ----------- |
| Deportivo Quito  | Ecuador     | 1964 - 1965 |
| Emelec           | 1965 - 1971 |             |
| América de Quito | 1972        |             |

## Palmarés

### Campeonatos nacionales
| Título                 | Club            | País    | Año  |
| ---------------------- | --------------- | ------- | ---- |
| Campeonato Ecuatoriano | Deportivo Quito | Ecuador | 1964 |
| Campeonato Ecuatoriano | Emelec          | Ecuador | 1965 |